# 평원군 (전국 시대)
평원군(平原君, ?~기원전 251년)은 중국 전국시대(戰國時代) 조(趙)의 공자(公子) · 정치가이다. 씨(氏)는 조(趙), 휘(諱)는 승(勝)이다. 무령왕(武靈王)의 아들로 혜문왕(惠文王)의 동생이다. 휘하의 식객(食客)을 모아 형인 혜문왕과 조카 효성왕(孝成王)을 보좌하였다. 전국 시대의 사군자(戰國四君)의 한 사람으로 꼽힌다.
인사(人士)를 좋아해서 식객을 3천 명이나 모아 거느렸다. 그 중에는 공손룡(公孫竜)이나 추연(鄒衍), 모수(모수자천의 유래가 된 인물) 등도 있었다.

## 약력
《사기》에 기록된 평원군의 이야기는 다음과 같다.
어느 날 평원군의 첩이, 평원군의 식객 한 사람이 다리를 저는 것을 보고 웃음을 터뜨렸는데, 식객은 몹시 노하고 부끄럽게 여겨서 평원군에게 「저것을 죽여 목을 내어주십시오」라고 청했는데, 평원군은 웃으면서 건성으로만 허락하였다. 그뒤 평원군 아래에 있던 식객들이 하나둘씩 떠나기 시작해 그 수가 절반으로 줄었고, 그 이유를 식객에게 묻자 「다리 저는 식객이 원하던 목을 받지 못해서다.」라고 대답하는 것이었다. 평원군은 그제야 첩을 죽여서 그 목을 식객에게 주며 사과하였고, 이후 평원군에게 다시 식객이 모이게 되었다고 한다.
기원전 266년, 위(魏)의 재상 위재(魏齊)가 진(秦)의 재상 범수(范雎)와 적대하다 위에서 도망쳐 평원군에게 왔고, 평원군은 이를 받아들여 진으로부터 위재를 보호하였다. 진의 소양왕(昭襄王)은 범수가 위재에게 원수를 갚을 수 있게끔 평원군을 진으로 초청해 「위재를 죽여주시오. 그렇지 않으면 진에서 나갈 수 없을 것입니다.」라며 평원군을 조로 돌려보내지 않았다. 평원군은 이를 거절했지만, 효성왕은 위재를 잡기 위해 병사를 보냈고, 위재는 밤을 틈타 도망치다 조의 재상 우경(虞卿)과 함께 신릉군(信陵君)을 의지해 위로 돌아왔지만, 신릉군이 만나기를 주저한다는 말에 스스로 목숨을 끊었다. 이후 평원군은 귀국할 수 있었다.
기원전 263년, 한(韓)은 진의 공격으로 영토를 잃고 한의 북쪽 영토였던 상당군(上黨郡)이 고립되었다. 때문에 상당은 조에 귀부하고 싶다는 의사를 밝혀왔다. 효성왕은 어찌하면 좋을지를 신하들에게 물었고 평양군(平陽君)은 귀부를 받아들였다가는 진과 전쟁이 일어난다며 반대했지만, 평원군은 「아주 큰 이득이 될 것이다」라며 적극적으로 찬성하여, 마침내 효성왕은 상당을 조의 영토로 받아들이게 되었다. 그러나 이 일로 진의 노여움을 사게 되어 기원전 260년 진의 장군 백기(白起)가 이끄는 군대와 전투를 벌였다(장평 전투) 이 전투에서 조는 45만이라는 병사를 잃었고 한순간에 약체화된다.
기원전 259년, 진군은 조의 수도 한단(邯鄲)을 포위했고, 평원군은 구원 요청을 위해 초(楚)로 향했다. 이때 식객 가운데 모수(毛遂)라는 사람이 함께 가기를 청했고, 평원군은 「현명한 사람이라 함은 송곳을 주머니 속에 넣어둔 것과 같으니, 반드시 끝이 주머니를 찢고 삐져나올 것이다. 그대가 내 집에 온지도 3년이 되어가지만 이렇다할 평판을 듣지 못했다. 이곳에 머물러 있으라.」라며 거절했지만, 모수는 「그러니 저를 오늘 주머니 속에 넣어 주십사 하는 것입니다. 저를 일찍 주머니 속에 넣어주셨더라면 끝은 고사하고 지금쯤은 자루까지 밖으로 내밀어 보였을 것입니다.」라고 대답했다. 이 대답이 마음에 들었던 평원군은 모수를 데리고 가기로 했다. 이것이 「낭중지추(囊中之錐)」라는 고사성어의 유래이다. 평원군은 초에 들어가 초의 고열왕(考烈王)에게 합종(동맹)을 제의했지만, 초는 예전 진에 침공당한 적도 있었기에 위협으로 여겨 쉽게 받아들이지 않았다. 이때 모수는 칼을 쥐고 고열왕 앞에 서서 「백기는 초의 수도를 불사르고 초의 조선(祖先)들을 욕보였습니다. 합종은 조를 위해서가 아니라 초를 위해서 하는 것입니다.」라고 설득하여 고열왕은 마침내 합종 제의를 받아들였다. 기뻐한 평원군은 귀국한 뒤 모수를 상객(上客)으로 모셨다.
기원전 258년, 위는 조에 대해 원병을 보냈지만 도중에 머무르게 하면서 정세를 관찰했다. 평원군은 위의 신릉군의 누나를 아내로 삼고 있었기에 신릉군에게 「누나를 버리시려는가?」라는 편지를 보냈고, 신릉군은 이에 대답해 위의 장군을 죽이고 군을 빼앗아, 조에 원병을 냈다. 초에서도 맹약에 따라 원병이 보내졌다. 그러나 한단은 오랜 포위 기간 동안 무기도 나무를 깎아 만든 창밖에 없었고, 성안의 백성들도 굶주려 죽기 직전으로 자식을 서로 바꾸어 죽여서 먹는 등의 위급한 상황이 이어지고 있었다. 그럼에도 성안의 평원군 등 귀족들은 변함없이 사치스러운 생활을 누렸고, 이동(李同)이라는 병사가 평원군에게 「성이 무너지면 당신도 무사하지 못할 것입니다. 사재를 모두 내놓으셔야 합니다.」라고 진언하였다. 이에 평원군은 자신의 모든 재산을 내놓고 마음대로 가져가도 좋다고 선언했고, 시종을 시켜 식사를 제공하는 등의 노동을 하게 했다. 이에 성안의 사기는 크게 올라 생기가 돌게 되었고, 이동은 원병이 올 때까지 버틸 특공대를 모아 자신이 이끌겠다고 평원군에게 제안, 평원군은 이를 받아들였다. 그리고 이동은 모집한 3천 병사를 거느리고 성밖의 진군에 공격을 가했다. 죽음을 각오한 공격 앞에 진군은 후퇴했고, 마침 원병이 도착하여 진군을 철수시키는데 성공한다. 특공대를 지휘했던 이동은 전사했지만, 전공이 인정되어 그 아버지가 이후(李侯)로 봉해진다.
신릉군은 그 뒤 위로 돌아가지 못하고 조에 머무르고 있었다. 신릉군이 한 번은 노름꾼과 간장 빚는 사람을 불러 환담하는데, 평원군이 「신릉군은 어찌 저런 사람들과 상대하시는가?」라고 말했고, 이를 들은 신릉군은 화를 내며 「나는 그들이 현명하다고 들어왔는데, 이런 교제를 수치스럽다 하는 당신은 겉만 번지르르한 분인 것 같구료」라며 나가려 했다. 평원군은 이를 다급히 만류하고 나섰지만, 이 이야기가 전해진 뒤 평원군을 떠나 신릉군에게로 가는 식객이 늘어났다고 한다.
기원전 251년에 평원군은 사망한다. 자손이 평원군을 이었지만, 진이 조를 멸망시킨 뒤에는 그마저 끊어지고 말았다.